# Буш (стадион)
«Буш-стэдиум» (англ. Busch Stadium, или «Нью-Буш-стэдиум»/«Буш-Стэдиум III») — бейсбольный стадион в Сент-Луисе, штат Миссури. Является домашним стадионом клуба Главной лиги бейсбола «Сент-Луис Кардиналс». Вместимость стадиона составляет 43 975 человек, из которых 3706 клубных мест и 61 ВИП-лож. Был построен на месте старого «Буш-Мемориал-стэдиум».
Бейсбольный стадион был открыт 4 апреля 2006 года, когда прошла товарищеская игра между фарм-клубами «Сент-Луис Кардиналс» из низших лиг «Мемфис Редбёрдс» и «Спрингфилд Кардиналс», в которой победу одержали «Спрингфилд» со счётом 5-3. Первый официальный матч состоялся здесь 10 апреля 2006 года, когда «Кардиналс» одержали победу над «Милуоки Брюэрс» со счётом 6-4. Рекорд посещаемости стадиона был установлен 23 мая 2013 года. 48 263 человека пришло посмотреть товарищеский матч между футбольными клубами «Челси (футбольный клуб)» и «Манчестер Сити».
Стадион стал третьим стадионом в Сент-Луисе, носившим название «Буш-стэдиум». В 1953 году команду «Кардиналс» приобрёл Гусси Буш, который переименовал домашний стадион клуба «Спортсменс-парк» в «Буш-стэдиум». В 1966 году стадион был закрыт и бейсбольный клуб «Кардиналас», как и «Сент-Луис Кардиналс» из НФЛ переехали в новый многофункциональный комплекс «Буш-Мемориал-стэдиум». В настоящее время название стадиона Буш дано в честь компании Anheuser-Busch. Права на названия стадиона были проданы пивоваренной компании в 2004 году сроком на 20 лет.